# Кацнельсон Яків Юрійович
Яків Юрійович Кацнельсон (рід. 25 травня 1976, Москва, СРСР ) — російський піаніст, педагог.

## Біографія
У 1993 закінчив Середню спеціальну музичну школу ім. Гнєсіних по класам флейти та фортепіано.
У 1998 закінчив Московську консерваторію (клас фортепіано Елісо Вірсаладзе ).
У 2000 закінчив аспірантуру Московської консерваторії.
З 1998 викладає концертмейстерську майстерність в Московській середній спеціальній музичній школі імені Гнєсіних.
З 2001 викладає в Московській консерваторії (нині - доцент).

## Участь у конкурсах
- Дипломант X Міжнародного Бахівського конкурсу (Лейпциг).
- Дипломант Міжнародного конкурсу Королеви Єлизавети (Бельгія, 1999).
- Лауреат Міжнародного конкурсу піаністів (Тбілісі, 2001).
- Фіналіст Міжнародного конкурсу ім. Клари Хаскіл (Веве, Швейцарія, 2003).
- Лауреат I Міжнародного конкурсу піаністів ім. С. Ріхтера (Москва, 2005).

Поряд із сольною кар'єрою виступає як ансамбліст, зокрема в 1996-2005 рр. учасник «Академ-тріо» (разом зі скрипалем Іриною Пєтухової і віолончелістом Борисом Ліфановським ). У складі ансамблю - лауреат I премії і шести спеціальних призів на Міжнародному конкурсі камерних ансамблів імені Танєєва в Калузі (1999), лауреат II премії XX Міжнародного конкурсу камерних ансамблів в Трапані (2000).

## Дискографія
- Barber: Sonata, Op. 6 - Grieg: Sonata in A Minor - Martinu: Variations on a Slovakian Theme (Христина Блаумане, віолончель; Яків Кацнельсон, фортепіано) - 2007, Quartz (QTZ 2057)

- Brahms Viola ( Максим Рисанов, альт; Яків Кацнельсон, фортепіано; Крістіна Блаумане, віолончель) - 2008, Onyx (ONYX 4033)

- Katsnelson Plays Bach - 2011, Quartz (QTZ 2084)

- The Leaden Echo (music by Leonid Desyatnikov ) (Борис Андріанов, Роман Мінц, Максим Рисанов, Хрістіна Блаумане, William Purefoy, Яків Кацнельсон і інші) - 2011, Quartz (QTZ 2087)

- Beethoven: Sonatina for Viola and Cello, Duo for Viola and Cello, et. al (Максим Рисанов, альт; Крістіна Блаумане, віолончель; Яків Кацнельсон, фортепіано) - 2012 Quartz (QTZ 4108)